# Basili Girbau i Permanyer
Basili Girbau i Permanyer   (Barcelona, 1925 - monestir de Montserrat, 23 de setembre de 2003) va ser un erudit biblista català i monjo benedictí de l'abadia de Montserrat. Els seus estudis i investigacions el portaren per diversos països i a viatjar per terres bíbliques. En retornar a Montserrat inicià una vida eremítica de gairebé trenta anys.

## Formació i docència
De jove va cursar el batxillerat i a divuit anys, cercant una nova orientació a la vida, va demanar formar part de la comunitat monàstica de Montserrat, on va professar com monjo benedictí l'any 1945 i on estudià filosofia i teologia. Durant molts anys, es va dedicar a la investigació bíblica i a la docència. Residí i estudià en diversos països d'Europa i Àsia. Durant la seva estada a Palestina, fou bibliotecari del Pontifici Institut Ecumènic a Tabur, prop de Jerusalem. En retornar a Montserrat es retirà a viure en solitud en una ermita.

## La seva tasca de biblista
Des de finals de segle XIX diverses iniciatives propugnaven poder disposar d'una traducció de la Bíblia en català i des del catolicisme, ja que les úniques versions en català eren fetes pels protestants i molt limitades al clos relativament petit d'aquella comunitat. També hi ha notícia de traduccions d'algunes parts concretes.
Finalment, l'Abadia de Montserrat va emprendre la seva pròpia traducció de la Bíblia, que es va distingir pel seu rigor filològic, l'abundància d'aparell crític i una àmplia il·lustració fotogràfica. La Bíblia de Montserrat s'inicià amb els treballs de Bonaventura Ubach i es pretenia assolir una versió en català  presidida pel rigor i la fidelitat als textos i des de les llengües originals.
Dins aquest programa d'estudi i recerca, Basili Girbau realitzà llargues estades a països del Pròxim Orient on va aprendre l'àrab i l'hebreu.
Des d'aquesta recerca i estudi Girbau confegí els comentaris del volum vuitè de la Bíblia de Montserrat que aplega els llibres de Tobit i Judit amb la traducció Miquel M.Estradé. En el cas del llibre d'Ester, Basili Girbau va fer-ne tant la traducció com els comentaris. La introducció que redactà Girbau és una mostra d'erudició i minuciositat estudiant el contingut del llibre d'Ester, les formes del text, el gènere literari, l'autor, la possible datació i la seva canonicitat.
Així mateix, intervingué en els llibres I i II dels Macabeus de la Bíblia de Montserrat, volum 17, que versionà al català també Miquel M. Estradé i que comentà Basili M. Girbau analitzant els aspectes esmentats pel que fa al llibre d'Ester però, en aquest cas, assenyalant les propostes doctrinals al voltant de la vida després de la vida (pàg. 28).
També el pare Girbau i Permanyer traduí algunes obres que d'alguna manera enllaçaven amb el seu estudi de textos antics i que impactaren en l'àmbit de l'Església catalana del seu temps. Com és el cas de l'obra del teòleg alemany Thomas Schipflinger Sophia-Maria. Eine gauzheitliche Vision der Schópfung que traduí com a “Sofía-María. Una visión integral de la Creación”. Una mirada a la figura de Maria fruit d'un exhaustiu estudi de textos bíblics coincidents. També d'altres textos antiquíssims d'altres religions. També versionà al castellà el llibre de Robert Horz, Los Sacramentos en nuevas perspectivas, on s'assenyala una nova perspectiva i apropament entre Orient i Occident com impulsà el Concili Vaticà II.

## Una vida eremítica a Montserrat

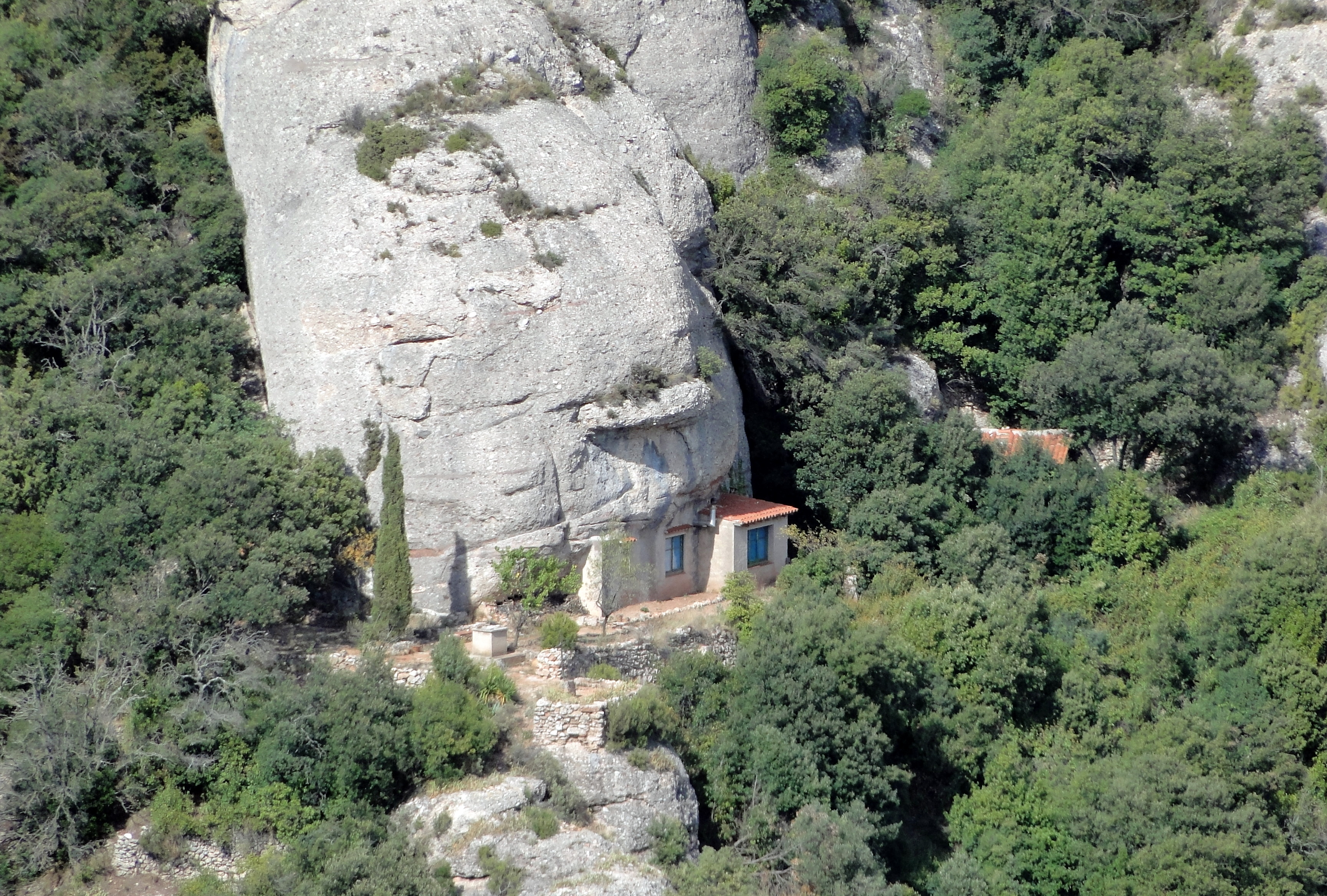
La petita ermita de la Santa Creu, a Montserrat, que aprofita una balma i on feu vida molts anys Basili Girbau

L'any 1973, en temps de l'abat Cassià M. Just, Basili Girbau retornà a Montserrat i va iniciar la seva vida eremítica que només va interrompre uns anys, per a viure en el monestir mallorquí de Santa Maria de Benicanella del que fou prior i, en els dos últims anys de la seva vida, on per malaltia es traslladà al monestir. Durant gairebé trenta anys va viure a l'ermita de la Santa Creu, a pop d'una hora a peu del monestir montserratí.
Preguntat quin era el sentit de viure en solitud, responia: el que “vull únicament és aprofundir en la meva consciència. I amb aquest aprofundiment crec que estic ajudant tots els homes; no només jo, sinó tots els que ho facin”.
El movia el fet que “tenia la impressió que hi havia moltes coses que havia captat intel·lectualment, però que no tenia l'experiència real. Que parlava pels llibres. I he volgut arribar a aquestes coses a través de la meva experiència". Assenyalant que generalment vivim en un nivell superficial. En canvi, tot ha d'estar en proporció. “No hi ha interior sense exterior, no hi ha fons sense superfície, ni superfície sense fons. El que és terrible és viure la superfície sense ser conscient del fons, com seria terrible ser conscient del fons sense ser conscient de la superfície.” 
De la llarga etapa de solitud, meditació i contemplació de Basili Girbau i Permanyer a l'ermita de la Santa Creu resten molt poques dades i testimonis. Tret d'un parell d'entrevistes escrites i altres poques i breus enregistrades en vídeo.

## Obra
- Bíblia de Montserrat. Volum 8. Tobit-Judit-Ester. l'Abadia de Montserrat, 1960.
- Bíblia de Montserrat. Volum 17. Llibres I i II dels Macabeus, Monestir de Montserrat,1974.